# Cour Jacques-Viguès
La cour Jacques-Viguès est une voie située dans le quartier de la Roquette du 11e arrondissement de Paris, en France.

## Situation et accès
Cette voie est accessible par la cour Saint-Joseph dont l'entrée se situe au no 5, rue de Charonne.
Ne pas confondre avec la cour Viguès.

## Origine du nom
Cette voie doit son nom à Jacques Viguès, ancien marchand de bois exotiques du faubourg Saint-Jacques, qui y était établi vers 1825, et propriétaire du lieu.

## Historique
Cette cour s'appelait « cour Saint-Jacques » à la fin du XVIIIe siècle.

## Bâtiments remarquables et lieux de mémoire
- D'étonnantes passerelles en métal et en verre, permettant la communication entre les immeubles, font l'originalité de la cour.

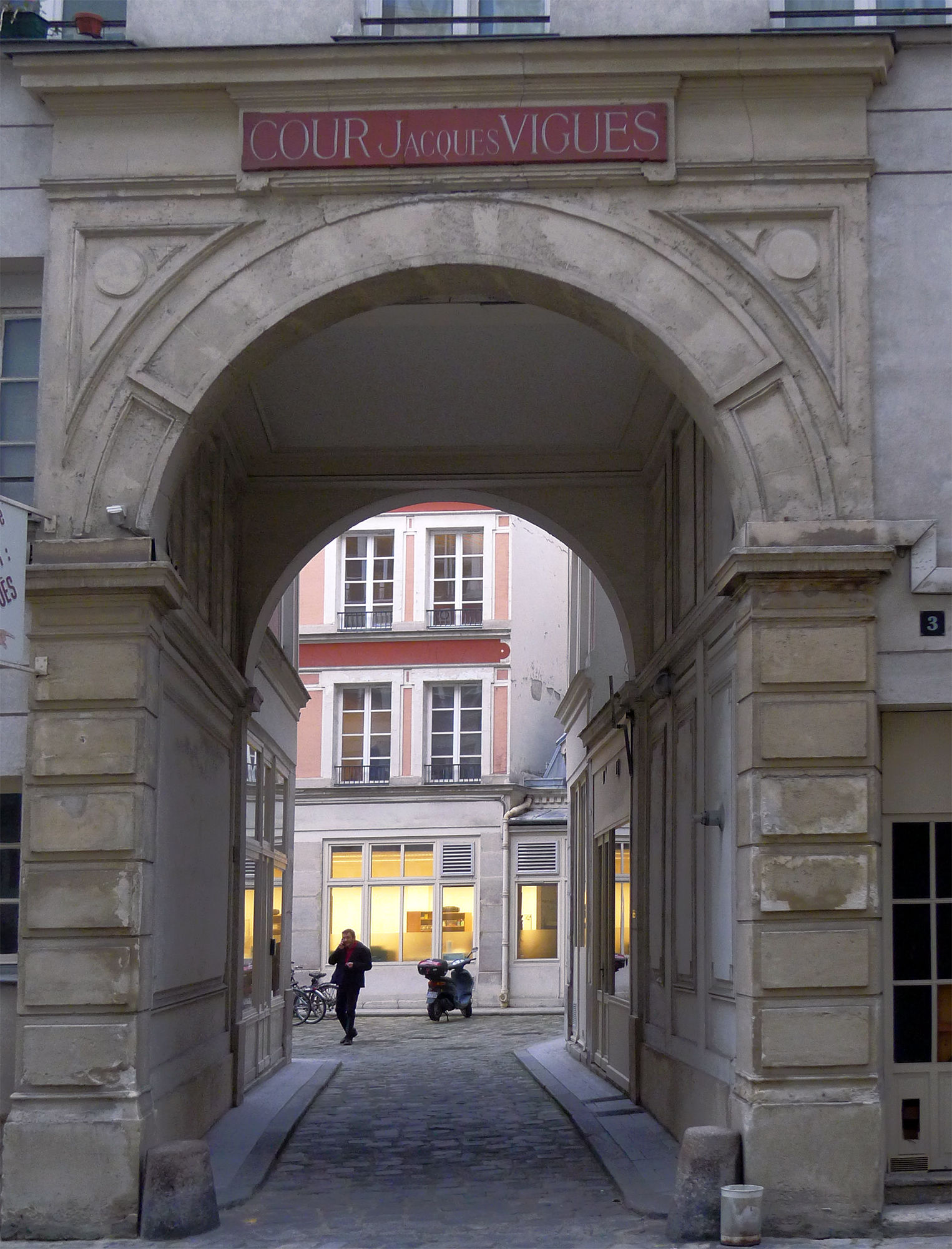
Accès à la cour Jacques-Viguès depuis la cour Saint-Joseph.
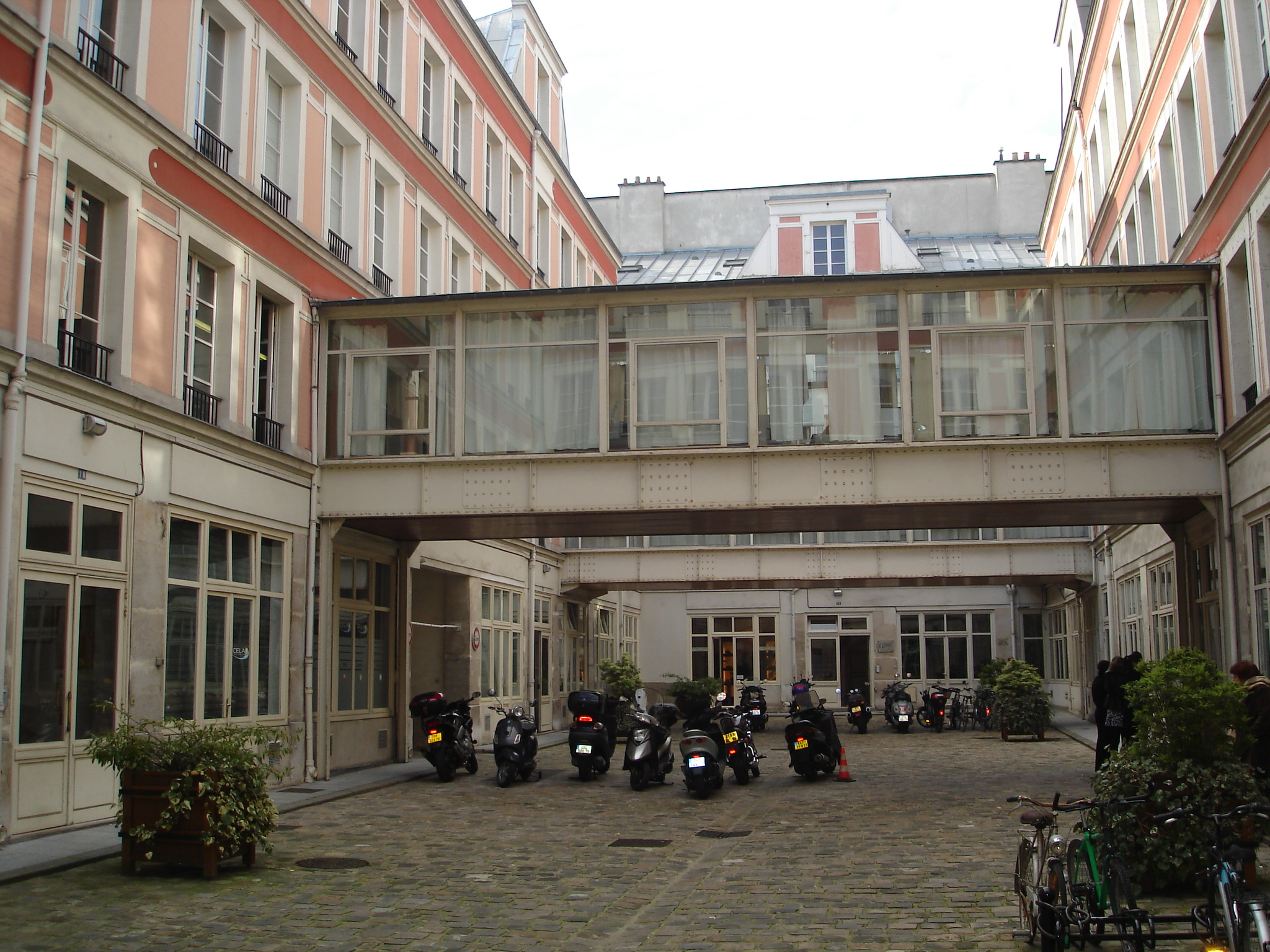
Les passerelles de la cour